# Silvio Pellico
(Silvio Pellico, da Dei doveri degli uomini.)
Silvio Pellico (Saluzzo, 24 giugno 1789 – Torino, 31 gennaio 1854) è stato uno scrittore, poeta e patriota italiano, noto soprattutto come autore de Le mie prigioni.

## Biografia
Nasce il 24 giugno 1789 a Saluzzo, oggi in provincia di Cuneo, secondogenito del commerciante piemontese di origine salentina Onorato Pellico (1763-1838) e della savoiarda Margherita Tournier (1763-1837), originaria di Chambéry. Sia Silvio che i quattro fratelli ricevono un'educazione cattolica dalla devota madre. Uno dei suoi fratelli, Francesco, divenne gesuita; le sorelle Giuseppina e Maria Angiola presero i voti. Il primogenito Luigi (1788-1841) tentò la carriera politica, condividendo le idee di Silvio e le sue stesse passioni letterarie.
Dopo gli studi a Pinerolo, dove suo padre nel 1792 aveva rilevato la gestione di un negozio, nel 1799, in seguito al fallimento dell'attività paterna, andò a vivere con la famiglia a Torino e in seguito fu inviato dai genitori in Francia, a Lione, per fare pratica nel settore commerciale. Nella città francese Pellico dimostrò scarsa inclinazione per gli affari, appassionandosi invece agli studi classici, alle lingue e agli autori contemporanei, quali Ugo Foscolo e Vittorio Alfieri, di cui diventò un fervente ammiratore.
Al rientro in Italia, nel 1809, si stabilì con la famiglia a Milano, dove il padre aveva trovato un impiego pubblico al Ministero della Guerra del Regno d'Italia. A Milano Pellico fu insegnante di francese presso il collegio militare. Giovane entusiasta della poesia neoclassica, frequentò Vincenzo Monti e Ugo Foscolo, legando in particolare con quest'ultimo. Cominciò a scrivere tragedie in versi di impianto classico, come Laodamia (1813) ed Eufemio di Messina. Alla caduta del regime napoleonico (1814) perse la cattedra di francese. Il 20 agosto 1815 a Milano venne rappresentata la sua tragedia Francesca da Rimini. La tragedia reinterpreta l'episodio dantesco alla luce delle influenze romantiche e risorgimentali del periodo lombardo.

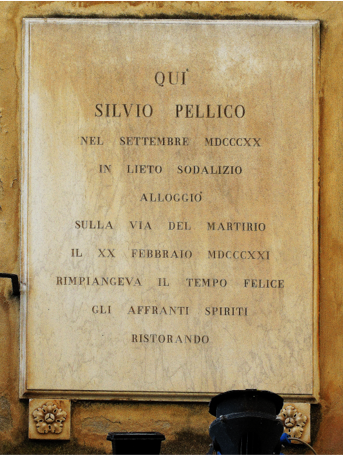
Venezia, lapide in ricordo del soggiorno di Sivio Pellico in Calle de l'Ascension

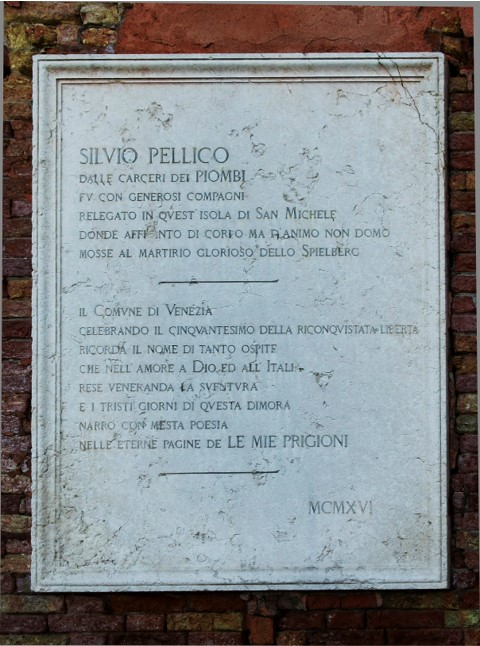
Lapide ricordo nell'isola di San Michele

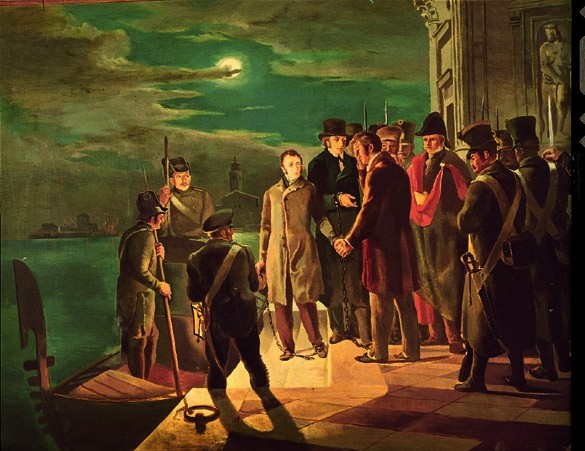
Silvio Pellico e Piero Maroncelli dopo la condanna iniziano da Venezia il viaggio verso lo Spielberg (Carlo Felice Biscarra, Museo Civico di Saluzzo)

Nel 1816 si trasferì ad Arluno, nella casa del conte Porro Lambertenghi, dove fu istitutore dei figli Domenico (Mimino) e Giulio.
Strinse relazioni con personaggi della cultura, come Madame de Staël e Friedrich von Schlegel, Federico Confalonieri, Gian Domenico Romagnosi e Giovanni Berchet. In questi circoli venivano sviluppate idee tendenzialmente risorgimentali, rivolte alla possibilità di indipendenza nazionale; in questo clima, nel 1818 venne fondata la rivista Il Conciliatore, di cui Pellico fu redattore e direttore.

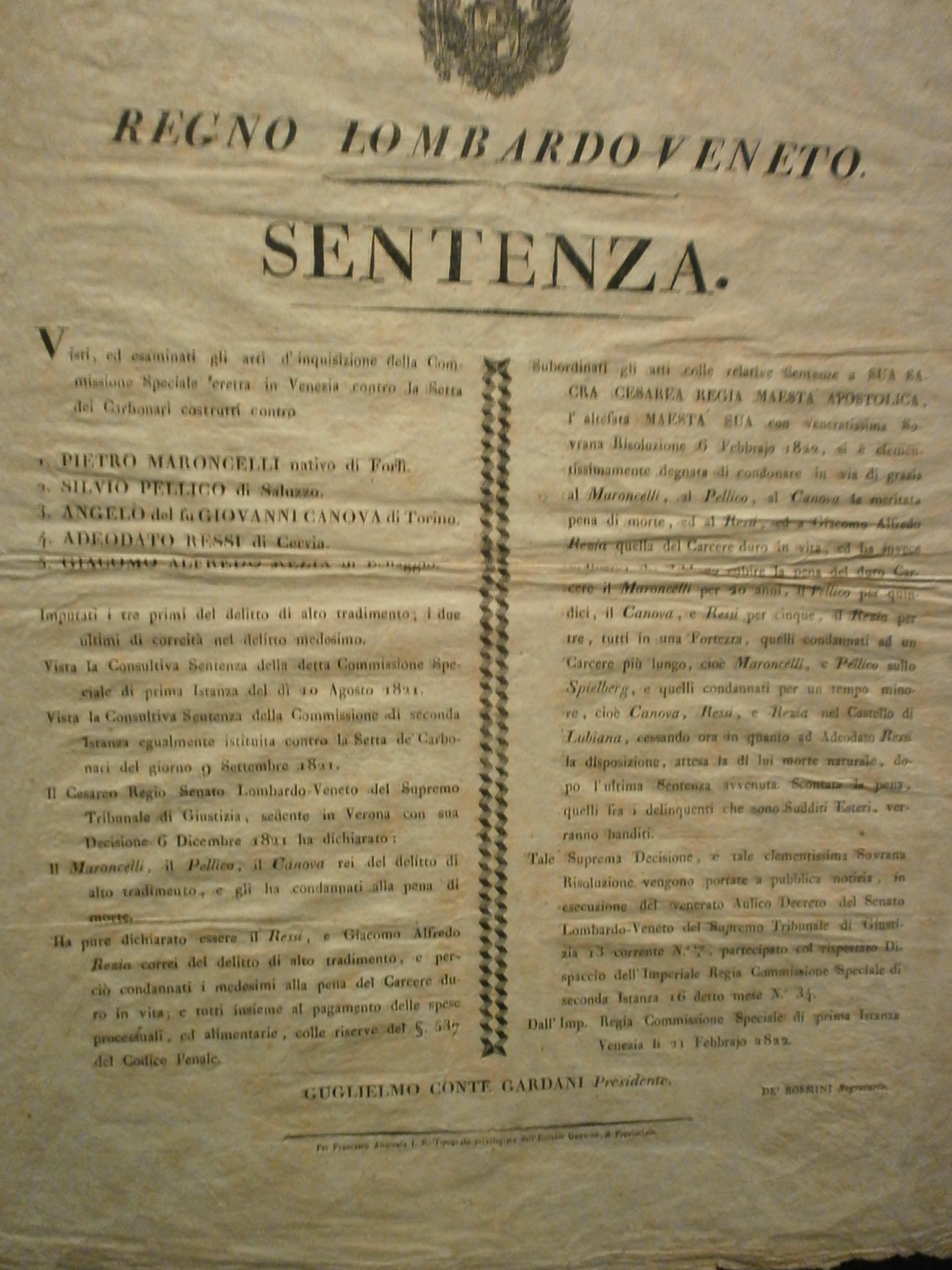
Sentenza di condono della pena di morte per Pellico e Maroncelli, 1822, Museo del Risorgimento di Milano

Pellico e gran parte degli amici facevano parte della setta segreta dei cosiddetti "Federati". Scoperti dalla polizia austriaca, che era riuscita ad intercettare alcune lettere compromettenti di Piero Maroncelli, il 13 ottobre 1820 Pellico, lo stesso Maroncelli, Melchiorre Gioia e altri furono arrestati. Da Milano Pellico fu condotto alla prigione dei Piombi di Venezia e poi in quella dell'isola di Murano, dove rimase fino al 20 febbraio 1822. A Venezia fu letta pubblicamente il 21 febbraio 1822 la sentenza del celebre processo Maroncelli-Pellico (condotto dal famoso magistrato Antonio Salvotti).
I due imputati furono condannati alla pena di morte. Per entrambi, poi, la pena fu commutata: venti anni di carcere duro per Maroncelli, quindici per Pellico. A fine marzo i condannati furono condotti nella fortezza austriaca dello Spielberg. Partiti la notte fra il 25 e il 26 marzo, attraverso Udine e Lubiana giunsero alla prigione, situata a Brünn, l'odierna Brno, in Moravia. La dura esperienza carceraria costituì il soggetto del libro di memorie Le mie prigioni, scritto dopo la scarcerazione, che ebbe grande popolarità ed esercitò notevole influenza sul movimento risorgimentale. Metternich  ammise che «il libro danneggiò l'Austria più di una battaglia persa». Pellico scrisse anche le Memorie dopo la scarcerazione, testo andato perduto.
Dopo il ritorno alla libertà (1830), Pellico pubblicò altre tragedie: Gismonda da Mendrisio, Leoniero, Erodiade, Tommaso Moro e Corradino. Pubblicò anche il libro morale I doveri degli uomini (1834) e Poesie di genere romantico. Venne assunto dai marchesi di Barolo Carlo Tancredi Falletti e Giulia Colbert (ai quali fu presentato da Cesare Balbo) e rimase a Palazzo Barolo fino alla morte. Nel 1838 re Carlo Alberto di Savoia lo beneficiò con una pensione annua di 600 lire, collaborando alle loro attività benefiche e religiose. Nel 1851 Pellico e Giulia Colbert Faletti entrarono nel laicato francescano come terziari.
Silvio Pellico morì il 31 gennaio 1854. È sepolto nel cimitero monumentale di Torino (campo primitivo Ovest, edicola n. 266).

### Vita sentimentale
Silvio Pellico ebbe due storie d'amore importanti nella sua vita. La prima fu con l'attrice Carlotta Marchionni: la relazione, contrastata dalla famiglia di Pellico (che non voleva vederlo unito a un'attrice) e sofferta (perché all'inizio non ricambiata), si concluse bruscamente nell'ottobre del 1820 a causa dell'arresto dello scrittore. La seconda fu con la nobildonna Cristina Archinto Trivulzio: Pellico si innamorò della dama nell'estate del 1819, ma ella sposò nel novembre dello stesso anno il conte milanese Giuseppe Archinto. I due innamorati si rividero solamente nel 1836, ma dovettero passare altri undici anni prima di ritrovarsi definitivamente.

### Religiosità
Durante la prigionia in carcere (durata dal 1820 al 1830) iniziò per Silvio Pellico un periodo di profonda riflessione personale che lo portò a riabbracciare la fede cristiana, che aveva abbandonato durante il periodo francese trascorso a Lione. Un compagno di prigionia, il conte Antonio Fortunato Oroboni lo avvicinò nella fede religiosa.
"Oroboni mio" gli dissi "la tua dimanda mi svela la tua risposta, e questa è anche la mia. La somma delle viltà è d'esser schiavo de' giudizi altrui, quando hassi la persuasione che sono falsi. Non credo che tal viltà né tu né io l'avremmo mai.»
(Silvio Pellico, Le mie prigioni, cap. LXX.)
Durante i lunghi dieci anni di prigionia, il Pellico partecipò regolarmente alla messa domenicale. Dal carcere scrisse al padre nel 1822: Tutti i mali mi sono diventati leggeri dacché ho acquistato qui il massimo dei beni, la religione, che il turbine del mondo m'aveva quasi rapito. Pellico ringraziò la Provvidenza dedicandole le ultime righe de Le mie prigioni:
(Silvio Pellico, Le mie prigioni, cap. IC.)

### Percorso letterario

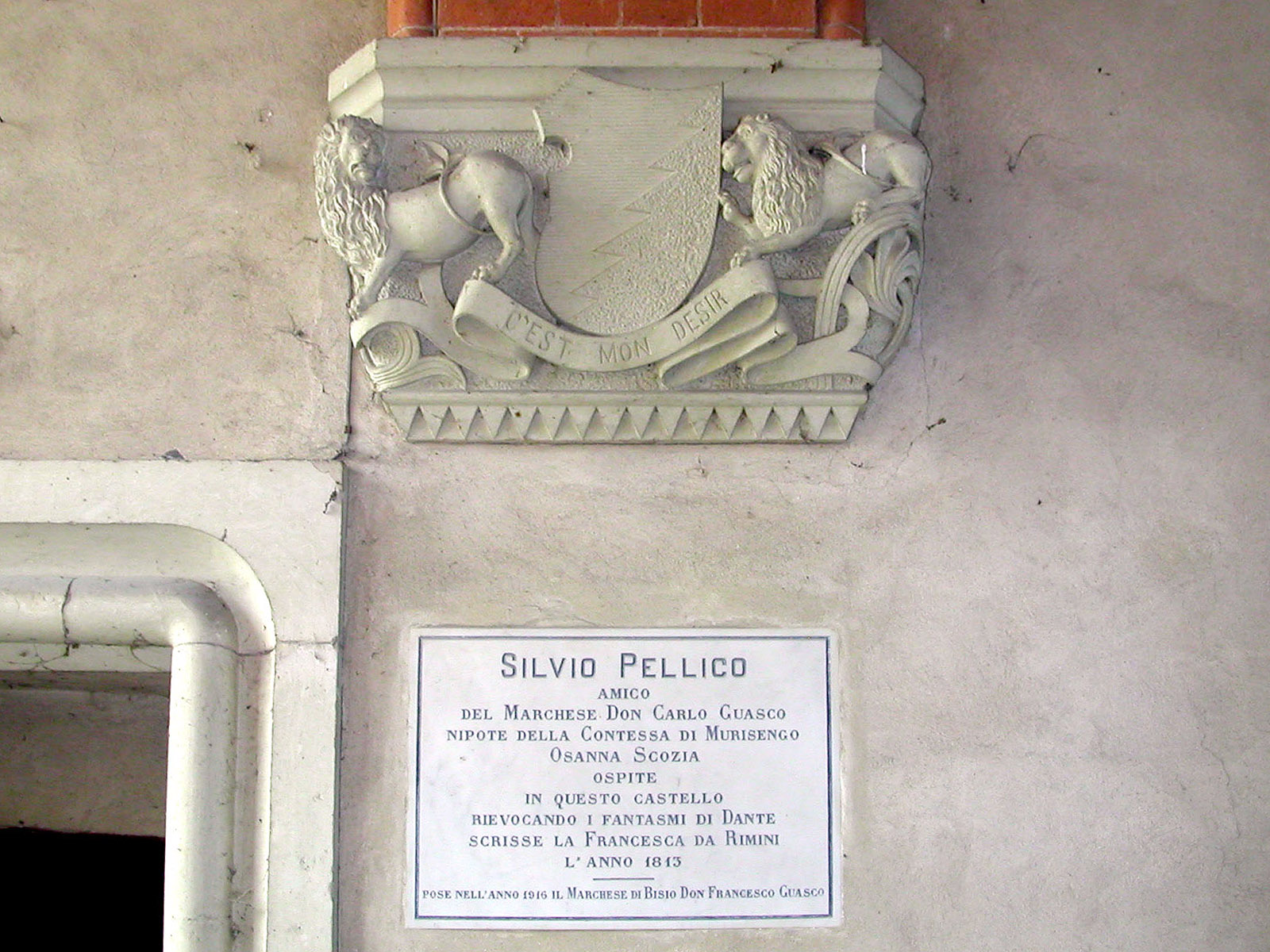
Targa commemorativa nell'ingresso del castello di Murisengo (AL), a ricordo del soggiorno di Silvio Pellico, che vi compose la Francesca da Rimini

La prima tragedia di successo del Pellico fu la Francesca da Rimini, composta tra il 1813 e il 1815 e rappresentata per la prima volta al Teatro Re di Milano il 18 agosto 1815 con Luigi Domeniconi nella parte di Paolo e Carlotta Marchionni nella parte di Francesca. Il testo è ispirato all'episodio dantesco, ma con caratteri nuovi, presentando alcune delle caratteristiche della tragedia romantica nelle tematiche patriottiche e sentimentali. La tragedia ebbe diffusione non solo in Italia, ma anche in Europa, con traduzioni in francese e in inglese.
Prima della Francesca, Silvio Pellico aveva composto un Turno ed una Laodamia, di cui parla nelle lettere agli amici Foscolo e Stanislao Marchisio, i cui manoscritti sono conservati attualmente nell'archivio della rivista La Civiltà Cattolica. Aveva inoltre lavorato al romanzo storico Cola di Rienzo, che lo impegnò particolarmente e il cui manoscritto è stato recuperato nell'archivio de La Civiltà Cattolica e pubblicato nel 1963 a cura di Mario Scotti. Nel 1820 Pellico pubblicò la tragedia di ambientazione medievale Eufemio da Messina.
Negli anni del processo Pellico compose alcuni poemetti di argomento medievale e altre tragedie, che vennero pubblicate a Torino tra il 1830 e il 1832. Di queste andarono, però, in scena solo Ester d'Engaddi e Gismonda da Mendrisio nelle interpretazioni di Amalia Bettini e Carlotta Marchionni. Entrambe, però, dopo poche rappresentazioni andarono incontro al divieto posto dalla censura, una difficoltà, unita all'insuccesso del Corradino del 1834. Nei tre anni in cui non scrisse romanzi né tragedie, Pellico compose un'autobiografia di cui restano solo alcuni frammenti conservati nell'archivio storico del comune di Saluzzo e numerose cantiche, raccolte in due volumi del 1837 intitolati "Poesie inedite". A questi volumi seguì una nuova pausa nel lavoro letterario coincidente con dei lutti personali, dalla morte dei genitori e del fratello fino alla perdita improvvisa del marchese Tancredi Di Barolo.
Nell'inverno 1830/31 Pellico aveva lavorato anche ad un romanzo: Raffaella, o Rafaella, una storia di due amici coinvolti nelle lotte medievali tra papato ed impero in Piemonte, contenente diverse allusioni politiche ed autobiografiche. L'opera venne pubblicata solo postuma, con un finale non composto dall'autore, ma aggiunto per dare una conclusione alla vicenda con un intento morale.

### Intitolazioni
Italia
Molte istituzioni portano il nome di Silvio Pellico, ispirate dall'amore per la patria e la fede che caratterizzò la vita dello scrittore. Tra esse, il Liceo Classico di Cuneo, l'istituto professionale per il commercio di Saluzzo (CN), una scuola media a La Spezia, una scuola media di Chioggia (VE), una scuola media a Camerano (AN), una scuola elementare a Torino nel quartiere di San Salvario, una a Udine, una a Santhià (VC), una ad Arluno (MI), una a Carpeneto (AL), una a Pachino (SR) e una a Serramanna (VS) ed anche alcuni teatri, come quelli di Trieste e di Trecate (NO). Anche la scuola media di Lettere, nella città metropolitana di Napoli, è intitolata a Silvio Pellico. A Imola e Lugo (nella diocesi di Imola) i due circoli cattolici sono intitolati alla memoria di Silvio Pellico. Ad Ala (TN) è intitolato a Silvio Pellico il convitto comunale.
 Nelle principali città italiane esiste una via dedicata a Silvio Pellico.
Europa
- La via che circonda la collina su cui sorge la fortezza dello Spielberg, a Brno, si chiama Pellicova[18];
- A Fiume (in Croazia), in via dei gelsi, fino alla fine della seconda guerra mondiale a Silvio Pellico era intestata una scuola elementare. Con il passaggio della sovranità sulla città alle autorità jugoslave all'istituto venne cambiato nome.

America Latina
- Silvio Pellico è una piccola località di 600 abitanti in Argentina, nel dipartimento di San Martino, nel Sud-est della provincia di Córdoba, fondata nel 1884 da emigranti originari di Saluzzo[19];
- Nella città brasiliana di Natal c'è una via intitolata allo scrittore italiano adattato alla pronuncia portoghese: Rua Sílvio Pelico.

## Opere

### Edizioni originali
in italiano

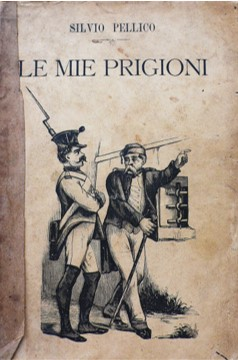

- Eufemio di Messina tragedia di Silvio Pellico, Milano, Tip. di Vincenzo Ferrario, 1820.
- Opere di Silvio Pellico da Saluzzo, Bologna, Tipografia delle Muse nel Mercato di Mezzo, 1821.
- Opere di Silvio Pellico, Parigi, dai torchi di Amedeo Gratiot, presso Thiériot libraio, 1841.
- Cantiche, Bologna, Presso il Nobili e Comp., 1831.
- Le mie prigioni: memorie di Silvio Pellico da Saluzzo, Torino, Giuseppe Bocca, 1832.
  - Traduzioni francesi: Mes prisons: memoires de Silvio Pellico de Saluces, traduits de l'italien et précédées d'une introduction biographique par A. De Latour, ed. ornée du portrait de l'auteur et augmentée de notes historiques par P. Maroncelli, Paris, H. Fournier jeune, 1833. - Mes prisons: memoires de Silvio Pellico, traduction nouvelle, Bruxelles, Societé dis Beauxaris, 1839.
  - Traduzioni inglesi: My prisons: memoirs of Silvio Pellico, Cambridge, Folsom, 1836. - My imprisonment: memoirs of Silvio Pellico da Saluzzo, translated from the italian by Thomas Roscoe, Paris, Thieriot, 1837.
  - Traduzione spagnola: Mis prisiones: memorias de Silvio Pellico natural de Saluzo, traducidas del italiano por D. A. Rotondo, precedidas de una introducción biográfica y aumentadas con notas de d. P. Maroncelli, 2ª ed., Madrid, Librería extrangera de Denné y C., 1838.
- Alle mie prigioni di Silvio Pellico addizioni di Piero Maroncelli, Parigi, Baudry Libreria Europea, 1833.
- Tommaso Moro: tragedia di Silvio Pellico da Saluzzo, Torino, Giuseppe Bocca, 1833.
- Dei doveri degli uomini: discorso ad un giovane di Silvio Pellico da Saluzzo, Torino, Giuseppe Bocca - A spese dell'Autore, 1834. Riproduzione digitale interamente accessibile in Google Books.
- Eugilde della Roccia, Torino, Stamperia Reale, 1834.
- Il voto a Maria, Torino: Tipografia eredi Botta, 1836 - In occasione dell'epidemia di colera del 1835 la città di Torino era stata consacrata alla Madonna e Pellico aveva scritto una poesia su questa vicenda anche come ringraziamento: infatti dopo il voto l'epidemia si era esaurita in breve tempo.
- Il Sacro monte di Varallo: carme, Varallo, coi tipi di Teresa Rachetti ved. Caligaris, 1836.
- Poesie inedite di Silvio Pellico da Saluzzo, Parigi, Presso Baudry Libreria Europea (dalla stamperia di Crapelet), 1837.
- La morte di Dante, 1837.
- Per l'opera della propagazione della fede. Inni di Silvio Pellico, [Torino], Dalla stamperia Racca ed Enrici, 1841 - Contiene gli inni Per l'invenzione di Santa Croce; Per la festa di San Francesco Saverio protettore dell'opera.
- Ai reali sposi: omaggio della città di Torino, Torino: Tipografia eredi Botta, 1842 (i reali sposi sono Vittorio Emanuele II e la prima moglie).
- Canto funebre in morte dell'arciduchessa Maria Carolina sorella della duchessa di Savoia Maria Adelaide, commento in una lezione di eloquenza da Guglielmo Audisio, Torino: Stamperia sociale degli artisti tipografi, 1844
- Poesia inedita, Sulla p. [ 7 ] fac-simile del carattere della poesia 'Augurio' il cui autografo si conserva in Roma presso Giovanni Torlonia, Roma, [s.n.], 1845.
- Morale e letteratura. Scritti di Silvio Pellico e di Giuseppe Baretti, Padova, A. Sicca e figlio, 1848.
- Opere complete di Silvio Pellico da Saluzzo, nuova ed. diligentemente corretta, Firenze, Le Monnier, 1852.
- Notizie intorno alla beata Panasia pastorella valsesiana nativa di Quarona raccolte e scritte da Silvio Pellico, Torino, P. De Agostini, 1854 ("Collezione di buoni libri a favore della cattolica religione").
- Epistolario di Silvio Pellico, raccolto e pubblicato per cura di Guglielmo Stefani, Firenze, Le Monnier, 1856.
  - Traduzione francese Lettres de Silvio Pellico, recueillies et mises en ordre par m. Guillaume Stefani, traduites et précédées d'une introduction par m. Antoine de Latour, 2ª ed., Paris, E. Dentu, 1857.

in francese
- Trois nouvelles piémontaises par Silvio Pellico; le comte De *** et M. De ***, Paris, Ladvocat, 1835 (contiene tre racconti ambientati nel Piemonte del Medioevo, Pellico pubblicò in questa raccolta una versione in prosa della sua Eugilde, gli altri due autori erano il conte Balbo e il marchese De Barante).
- Poésies catholiques de Silvio Pellico, traduites par C. Rossignol, Lyon, chez Pélagaud et Lesne, 1838.

### Edizioni postume e moderne
- Adelaide o la fanciulla muta, cantica - L'opera fu composta intorno al 1839, come risulta da una lettera al fratello Luigi in cui vengono riportati alcuni versi che Pellico aveva corretto, seguendo i suggerimenti del fratello.
- Adella, tragedia - La data di composizione è difficile da ricostruire perché l'opera non risulta citata nelle lettere del Pellico.
- Un'ottava inedita che inizia con i versi Vuoi tu l'ama aver contenta pubblicata nella Revue contemporaine del 1854 - Il testo si trova all'interno di un articolo che ricostruisce la vita del Pellico, citando molte lettere indirizzate dallo scrittore all'amico Gian Gioseffo Boglino, all'epoca ancora inedite (la prima edizione dell'epistolario del Pellico uscì, infatti, due anni dopo). Questa ricostruzione della biografia del Pellico uscì sulla rivista in tre puntate firmata M. Marchese.
- Le educatrici infantili in «Il fiore», strenna poetica per l'anno 1855 - Si tratta di un poemetto che si riferisce senza dubbio alle suore dell'asilo per bambini poveri ospitato a palazzo Barolo di cui Silvio Pellico era responsabile.
- In morte di Napoleone in Rivista nazionale contemporanea italiana, volume 8 del 1856.
- Epistolario, raccolto e pubblicato per cura di Guglielmo Stefani, 1ª ed. napoletana, Napoli, Tommaso Guerrero, 1857.
- Raffaella (romanzo storico, composto probabilmente nell'inverno 1830-1831), Torino, Collegio degli artigianelli, tip. e libreria, 1877.
- Pensieri religiosi e morali, raccolti dalle sue lettere dal prof. Luigi Fabiani, Napoli, Tip. Napoletana, 1897.
- Prose e tragedie, scelte con proemio di Francesco D'Ovidio, Milano, Ulrico Hoepli, 1898.
- Lettere alla donna gentile, pubblicate a cura di Laudomia Capineri-Cipriani, Roma, Società editrice Dante Alighieri, 1901.
- Laodamia, tragedia (composta nel 1813), Turno, tragedia (composta nel 1813), Boezio, tragedia (composta nel 1831). Le tre opere furono pubblicate, insieme alla succitata "Adella", in I. Rinieri, Della vita e delle opere di Silvio Pellico, Terzo volume, Torno, Libreria di Renzo Streglio, 1901.
- Cola di Rienzo (romanzo storico composto tra il 1817 e il 1820), in S. Pellico, Lettere milanesi, a cura di M. Scotti, Torino, Loescher-Chiantore, 1963.
- Lettere milanesi (1815-21), a cura di Mario Scotti, Torino, Loescher-Chiantore, 1963 (Supplemento al "Giornale storico della letteratura italiana").
- Breve soggiorno in Milano di Battistino Barometro, cura di Mario Ricciardi; con una appendice di articoli dal "Conciliatore", Napoli, Guida, 1983.
- Giulia di Barolo, Viaggio per l'Italia: lettere d'amicizia a Silvio Pellico (1833-1834) - Silvio Pellico, Piccolo diario, Casale Monferrato, Piemme, 1994.
- Vita della beata Panacea, con note storico-critiche a cura di Mario Perotti, Novara, Interlinea, 1994.

### Opere derivate
- Silvio Pellico, film storico del 1915 diretto da Livio Pavanelli
- Le mie prigioni, sceneggiato televisivo RAI del 1968 diretto da Sandro Bolchi

### Manoscritti
- Saluzzo,
- Le mie prigioni: memorie di Silvio Pellico da Saluzzo, a cura di Aldo A. Mola, introduzione di Giovanni Rabbia, manoscritto fotografato da Giancarlo Durante, Saluzzo, Fondazione Cassa di risparmio di Saluzzo (stampa: Foggia, Bastogi) 2004.
- Alessandra Ferlenga, Un originale di Silvio Pellico nell'Archivio Storico di Busalla [Memoria di Silvio Pellico al cav. Cibrario per la Storia di Torino], Alta Valle Scrivia.